# 考彭斯戰役
考彭斯戰役（Battle of Cowpens）是一場美國革命軍決定性的勝利，美軍在丹尼爾·摩根准將率領下擊敗了伯納斯特·塔爾頓的軍隊。該場戰役是南方戰場的一部分。這場戰役扭轉了戰局，美軍並開始重占失去的南方土地。

## 序幕
1780年，美國獨立戰爭的在北方的戰事陷入僵局，但南方各州卻接連落入英軍手中。喬治亞州於1779年回歸英國，查爾斯頓的五千名守軍於1780年的圍城戰之後也宣告投降，彌補了柏戈因在薩拉托加的挫敗。緊接著，南方軍經過康登戰役的慘敗後，僅剩800名缺糧的官兵。
新任指揮官彌敦內爾·格連少將曾試圖說服游擊隊接受他的指揮，但未成功。格連也預見英軍會一個個消滅這些游擊隊。塔爾頓的步騎混合快速突襲隊一天可行軍70哩，且常成功襲戰游擊隊營地，並威脅平民加入皇家民兵的蠻橫政策也頗為有效。到了1780年底，南卡羅萊納的抵抗幾乎已被平定，英軍計畫迅速占領北卡羅萊納，然後進軍維吉尼亞。
一半出於戰略考量，一半也是無計可施，格連只好命令剛擢升准將的摩根率領600名正規軍和威廉·華盛頓（喬治·華盛頓堂弟）率領的70名殘餘騎兵進入南卡羅來納州的西部，以其鼓舞州民士氣。英軍指揮官康瓦里斯勛爵於是派出塔爾頓的部隊，希望能夠一舉了結摩根麾下的殘兵敗將。

## 追擊美軍
無人懷疑塔爾頓會不會完成任務。他不顧十二月的淒風苦雨，仍以之前速度追擊美軍。摩根別無選擇，只好趕緊撤退，而此時民兵只剩300名願意留下。當他撤抵布羅德河時，塔爾頓的斥候已在後方5哩處。當時布羅德河正在暴漲，渡河可能會損失一半的兵力。
附近有一片稀疏的草地，摩根決定在此於敵人交戰，他最後說動了另外150名民兵加入。摩根擬訂出一套作戰計畫，讓這些臨時士兵發揮最大用處，卻又不過份依賴他們。他命令這些民兵在正規軍之前排成兩列，民兵只要奉命開兩槍就可逃命。
在第二列的後方約150碼處，摩根在一道低矮山丘上親自指揮正規軍，並將威廉·華盛頓的騎兵部署在山丘的背面。摩根一營接著一營親自向每人解釋作戰計畫，並保證如果他們好好表現，明天一早它就會給塔爾頓一個難忘的教訓。

## 戰鬥
經過徹夜行軍，塔爾頓於1781年1月17日早晨進抵戰場。他不給部下休息及享用早餐，立刻下令編成作戰隊形前進。戰鬥開始，英軍開始衝擊美軍防線，但美軍民兵的射擊讓側翼騎兵及各連領頭軍官損失慘重。
民兵在此時向後奔逃，讓塔爾頓以為此仗已勝，但美國正規軍很快出現在眼前，以排槍猛射英軍行列。塔爾頓於是派出預備隊───第七十一蘇格蘭高地團───來迂迴美軍。為了對抗此威脅，美軍側翼各連轉向後退以面對來襲的蘇格蘭團。混戰中，整個美軍陣線開始後退，塔爾頓以為敵軍即將潰退，下令白刃衝鋒，整個英軍陣線在歡呼聲中前進。

## 美軍反擊
但是摩根依然掌握全局。位於英軍右翼的威廉·華盛頓傳來一則訊息：「他們像群暴民直衝而上，賞他們一次排槍，我會向他們衝鋒。」摩根於是大聲下令步兵轉過身來，發射一次排槍，然後向英軍衝鋒。在此同時美軍騎兵從後面攻上，以可怕的軍刀砍倒眾多英軍。
筋疲力竭再加上多數連隊無人指揮的英軍陷入恐慌，有人丟下步槍投降，其他人則死命逃跑。五分鐘之內，考彭斯戰役宣告結束。

## 結局
摩根的勝利摧毀了塔爾頓的部隊，並戲劇性地扭轉了南方戰局。假如塔爾頓的正面進攻獲得成功，南北卡羅萊納兩州很快就會回歸英王統治，其他州也會迅速跟進，法軍也不會來到，因為其政府已經向英國試探和談的可能。

## 傳記
- Alden, John R. . 1989.
- Babits, Lawrence E. . Chapel Hill: University of North Carolina Press. 1998. ISBN 0-8078-2434-8.
- Bearss, Edwin C. . Johnson City, Tennessee: Overmountain Press. 1996. ISBN 1570720452.
- Boatner, Mark Mayo. . London: Cassell. 1966. ISBN 0304292966.
- Buchanan, John. . New York: John Wiley and Sons. 1997. ISBN 0-471-16402-X.
- Davis, Burke. . Philadelphia: University of Pennsylvania Press. 2002. ISBN 0812218329.
- Fleming, Thomas J. . National Park Service. 1988. ISBN 0912627336.
- Marshall, John. . Philadelphia: James Crissy. 1832.
- Roberts, Kenneth. . Garden City: Doubleday and Company. 1958.
- Swager, Christine R. . Hub City Writers Project. 2002. ISBN 1891885316.
- Trevelyan, Sir George Otto. . New York and elsewhere: Longmans, Green and Co. 1914.

## 外部連結
- Fowler, V.G. . U.S. Department of the Interior: National Park Service: Cowpens National Battlefield South Carolina. 2005  [2007-12-10]. （原始内容存档于2006-08-08）.
- Hourihan, William J. . The Army Chaplaincy. Winter 1998  [2007-12-10]. （原始内容存档于2007-06-24）.
- Moncure, Lieutenant Colonel John. . Command and General Staff College: Combined Arms Research Library. 1996  [2007-12-10]. （原始内容存档于2007-01-01）.
- Parker, John W. . Replications Company.   [2007-12-10]. （原始内容存档于2007-12-13）.
- Webb, Jonathan. . The Art of Battle. 2009  [2009-06-12]. （原始内容存档于2009-08-14）.
- Withrow, Scott. . U.S. Department of the Interior: National Park Service: Cowpens National Battlefield South Carolina. 2005  [2007-12-10]. （原始内容存档于2007-12-22）.